# 圖爾科維奇 (杜布諾區)
50°19′34″N 25°37′47″E / 50.32611°N 25.62972°E
圖爾科維奇（烏克蘭語：Турковичі），是烏克蘭的村落，位於該國西北部羅夫諾州，由杜布諾區負責管轄，始建於1879年，面積0.11平方公里，海拔高度221米，2001年人口389，人口密度每平方公里3,601.9人。